# Castrillo de la Guareña
Castrillo de la Guareña é um município da Espanha na província de Zamora, comunidade autónoma de Castela e Leão, de área 22 km² com população de 149 habitantes (2007) e densidade populacional de 6,93 hab/km².

## Demografia
| Variação demográfica do município entre 1991 e 2004 | Variação demográfica do município entre 1991 e 2004 | Variação demográfica do município entre 1991 e 2004 | Variação demográfica do município entre 1991 e 2004 |
| --------------------------------------------------- | --------------------------------------------------- | --------------------------------------------------- | --------------------------------------------------- |
| 1991                                                | 1996                                                | 2001                                                | 2004                                                |
| 182                                                 | 178                                                 | 158                                                 | 152                                                 |